# Canottaggio ai Giochi della XXXIII Olimpiade - 2 senza maschile
La gara del 2 senza maschile dei Giochi della XXXIII Olimpiade si è svolta tra il 28 luglio e il 2 agosto 2024. 
La competizione è stata vinta dall'equipaggio croato composto da Martin Sinković e Valent Sinković che si è confermato campione olimpico bissando il successo di Tokyo 2020.

## Formato
La competizione si è svolta su tre turni, in ognuno dei quali i primi tre classificati di ogni batteria avanzano al turno successivo. Gli equipaggi eliminati al primo turno competono in una batteria di ripescaggio, la quale qualifica altri tre equipaggi al secondo turno.
Gli equipaggi eliminati nelle semifinali hanno partecipato alla Finale B.

## Programma
| Data           | Ora (UTC+2) | Turno      |
| -------------- | ----------- | ---------- |
| 28 luglio 2024 | 10:30       | Batterie   |
| 29 luglio 2024 | 10:20       | Ripescaggi |
| 31 luglio 2024 | 10:54       | Semifinali |
| 2 agosto 2024  | 10:54       | Finali     |

## Risultati

### Batterie
| Pos. | Atleti                                     | Nazione       | Tempo   | Note |
| ---- | ------------------------------------------ | ------------- | ------- | ---- |
| 1    | Jaime Canalejo Pazos Javier García Ordóñez | Spagna        | 6:32.28 | Q    |
| 2    | Dan Williamson Phillip Wilson              | Nuova Zelanda | 6:32.44 | Q    |
| 3    | Ross Corrigan Nathan Timoney               | Irlanda       | 6:32.69 | Q    |
| 4    | Roman Röösli Andrin Gulich                 | Svizzera      | 6:32.71 | R    |
| 5    | Bill Bender Oliver Bub                     | Stati Uniti   | 7:02.62 | R    |

| Pos. | Atleti                               | Nazione  | Tempo   | Note |
| ---- | ------------------------------------ | -------- | ------- | ---- |
| 1    | Martin Sinković Valent Sinković      | Croazia  | 6:35.28 | Q    |
| 2    | Florin Arteni Florin Lehaci          | Romania  | 6:40.29 | Q    |
| 3    | Dovydas Stankūnas Domantas Stankūnas | Lituania | 6:44.59 | Q    |
| 4    | Davide Comini Giovanni Codato        | Italia   | 6:50.25 | R    |

| Pos. | Atleti                              | Nazione       | Tempo   | Note |
| ---- | ----------------------------------- | ------------- | ------- | ---- |
| 1    | Oliver Wynne-Griffith Thomas George | Gran Bretagna | 6:33.88 | Q    |
| 2    | John Smith Christopher Baxter       | Sudafrica     | 6:36.71 | Q    |
| 3    | Julius Christ Sönke Kruse           | Germania      | 6:38.86 | Q    |
| 4    | Patrick Holt Simon Keenan           | Australia     | 6:49.79 | R    |

### Ripescaggi
| Pos. | Atleti                        | Nazione     | Tempo   | Note |
| ---- | ----------------------------- | ----------- | ------- | ---- |
| 1    | Roman Röösli Andrin Gulich    | Svizzera    | 6:47.38 | Q    |
| 2    | Davide Comini Giovanni Codato | Italia      | 6:50.31 | Q    |
| 3    | Bill Bender Oliver Bub        | Stati Uniti | 6:51.32 | Q    |
| 4    | Patrick Holt Simon Keenan     | Australia   | 6:53.40 | Elm  |

### Semifinali
| Pos. | Atleti                                     | Nazione     | Tempo   | Note |
| ---- | ------------------------------------------ | ----------- | ------- | ---- |
| 1    | Martin Sinković Valent Sinković            | Croazia     | 6:29.98 | FA   |
| 2    | Roman Röösli Andrin Gulich                 | Svizzera    | 6:32.18 | FA   |
| 3    | Jaime Canalejo Pazos Javier García Ordóñez | Spagna      | 6:36.30 | FA   |
| 4    | John Smith Christopher Baxter              | Sudafrica   | 6:40.35 | FB   |
| 5    | Dovydas Stankūnas Domantas Stankūnas       | Lituania    | 6:43.60 | FB   |
| 6    | Bill Bender Oliver Bub                     | Stati Uniti | 6:46.11 | FB   |

| Pos. | Atleti                              | Nazione       | Tempo   | Note |
| ---- | ----------------------------------- | ------------- | ------- | ---- |
| 1    | Florin Arteni Florin Lehaci         | Romania       | 6:29.86 | FA   |
| 2    | Oliver Wynne-Griffith Thomas George | Gran Bretagna | 6:31.56 | FA   |
| 3    | Ross Corrigan Nathan Timoney        | Irlanda       | 6:32.22 | FA   |
| 4    | Dan Williamson Phillip Wilson       | Nuova Zelanda | 6:32.77 | FB   |
| 5    | Davide Comini Giovanni Codato       | Italia        | 6:45.86 | FB   |
| 6    | Julius Christ Sönke Kruse           | Germania      | 6:47.13 | FB   |

### Finali
| Pos.    | Atleti                                     | Nazione       | Tempo   | Note |
| ------- | ------------------------------------------ | ------------- | ------- | ---- |
| Oro     | Martin Sinković Valent Sinković            | Croazia       | 6:23.66 |      |
| Argento | Oliver Wynne-Griffith Thomas George        | Gran Bretagna | 6:24.11 |      |
| Bronzo  | Roman Röösli Andrin Gulich                 | Svizzera      | 6:24.76 |      |
| 4       | Florin Arteni Florin Lehaci                | Romania       | 6:25.61 |      |
| 5       | Jaime Canalejo Pazos Javier García Ordóñez | Spagna        | 6:29.60 |      |
| 6       | Ross Corrigan Nathan Timoney               | Irlanda       | 6:30.49 |      |

| Pos. | Atleti                               | Nazione       | Tempo   | Note |
| ---- | ------------------------------------ | ------------- | ------- | ---- |
| 7    | Dan Williamson Phillip Wilson        | Nuova Zelanda | 6:24.55 |      |
| 8    | Dovydas Stankūnas Domantas Stankūnas | Lituania      | 6:25.94 |      |
| 9    | John Smith Christopher Baxter        | Sudafrica     | 6:27.11 |      |
| 10   | Bill Bender Oliver Bub               | Stati Uniti   | 6:28.57 |      |
| 11   | Julius Christ Sönke Kruse            | Germania      | 6:28.61 |      |
| 12   | Davide Comini Giovanni Codato        | Italia        | 6:28.62 |      |